# Valleseco (Santa Cruz de Tenerife)
Valleseco es una entidad de población del municipio de Santa Cruz de Tenerife, en la isla de Tenerife —Canarias, España—. Forma parte administrativamente del distrito de Anaga.
Destaca por sus viviendas construidas en laderas de fuerte pendiente. Asimismo, en su frente marítimo se encuentra la playa de Valleseco. También cuenta con monumentos declarados Bien de Interés Cultural en la categoría de Sitio Histórico, formado por el conjunto de muelles, almacenes, varaderos y el puente sobre el barranco.

## Características
Se encuentra situado en la ladera derecha del barranco de Valleseco, al que debe su nombre, entre los barrios de La Alegría y María Jiménez. Está a 3 kilómetros del centro de la ciudad y a una altitud media de 70 m s. n. m.
Valleseco comprende los núcleos de La Cardonera, Las Cuevas, La Quebrada, El Rebolado y el propio núcleo de Valleseco. En la parte alta del valle se localiza además el pequeño caserío agrícola de La Fortaleza.
El barrio posee una iglesia, un tanatorio, una plaza pública, un campo de fútbol, un polideportivo, un parque infantil, un colegio, una farmacia, una oficina bancaria, bares y restaurantes, así como varios pequeños comercios. En su costa se encuentra también el Centro Insular de Deportes Marinos CIDEMAT.

### Playa de Valleseco

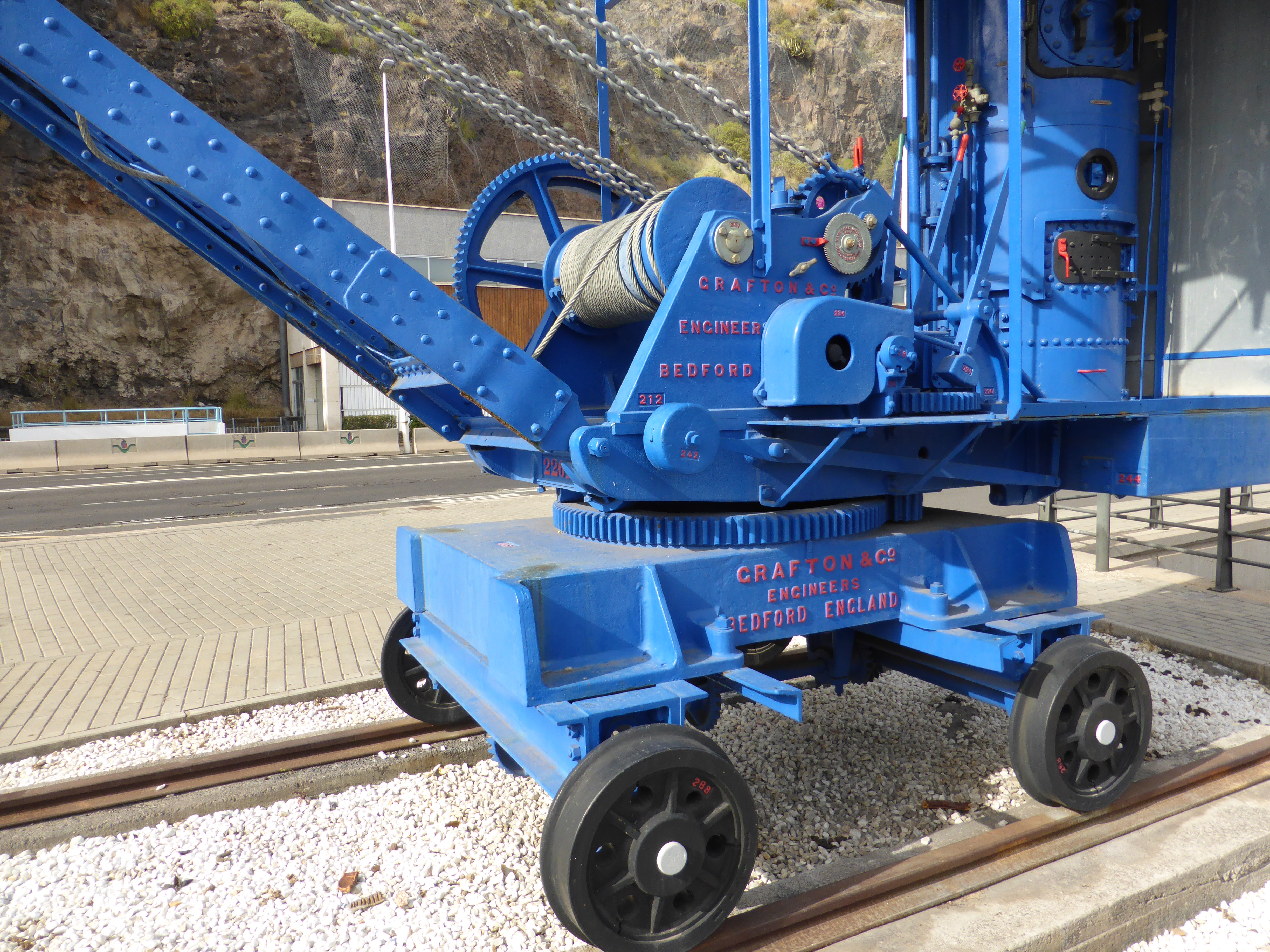
Grúa de vapor que se utilizó en un muelle de Valleseco, hasta 1956.

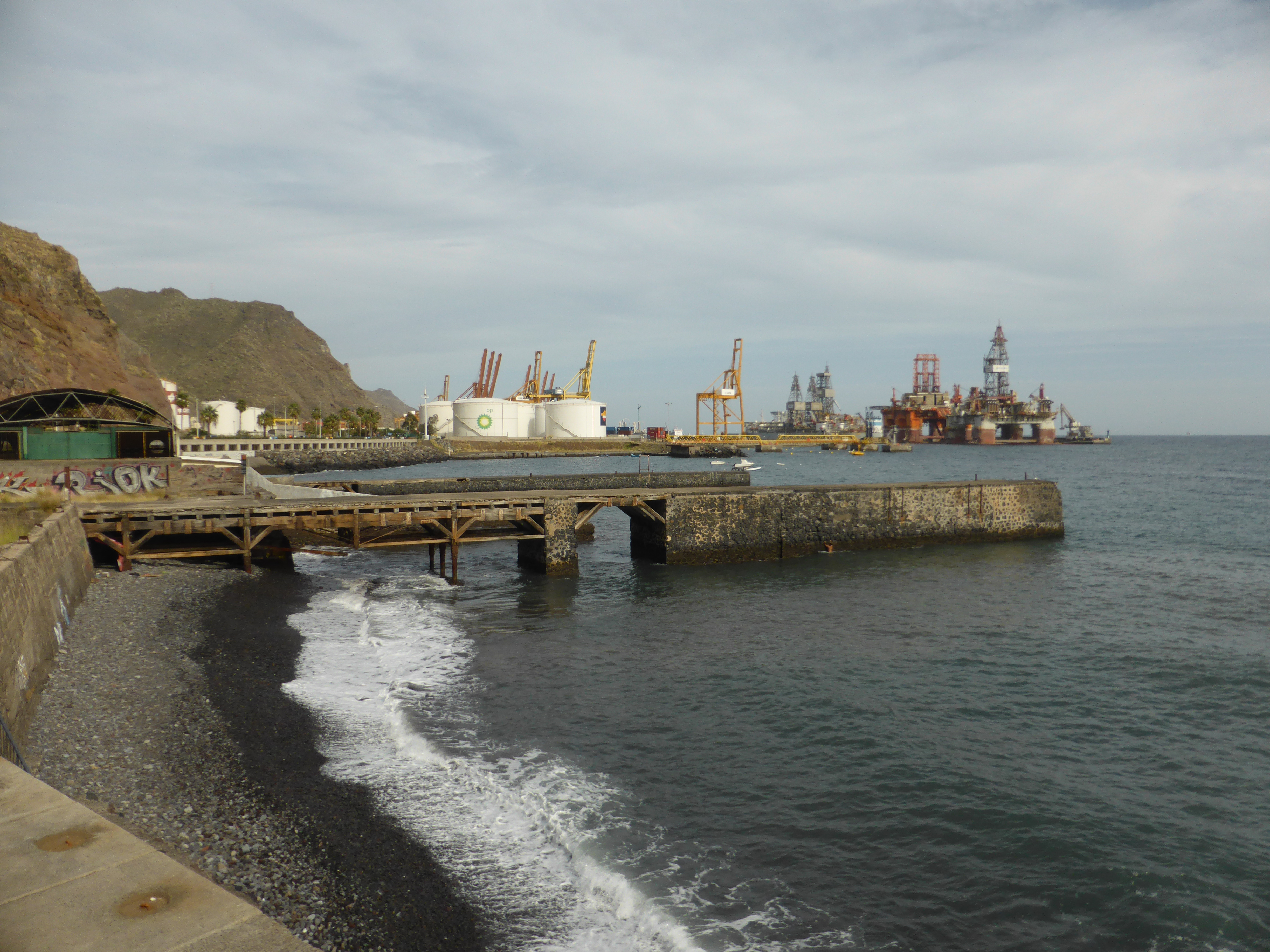
Playa y antiguos muelles carboneros.

La playa de Valleseco, de arena negra volcánica y callaos, está formada por un conjunto de cuatro calas denominadas popularmente Acapulco, Cory, Varadero y La Alemana, que tienen a su vez pequeños muelles que reciben el mismo nombre que las playas donde se encuentran.
Esta fue prácticamente la única playa que sobrevivió a las diferentes expansiones del puerto de Santa Cruz a lo largo del siglo xx, encontrándose a la espera de un proyecto de rehabilitación desde hace varios años.
En el antiguo muelle carbonero de Cory Brothers and Company Ltd funcionaba una grúa móvil de vapor, para cargar y descargar las gabarras carboneras, hasta el año 1956. Esta grúa se ha conservado y la Autoridad Portuaria de Santa Cruz de Tenerife la ha situado frente a la cercana Escuela de Náutica. La grúa de vapor es un ejemplar raro, pues se conservan muy pocas grúas de vapor en España.

## Demografía
En la actualidad con 2138 habitantes (2022), Valleseco es la tercera localidad más poblada del distrito de Anaga, tras San Andrés y María Jiménez.
| Año        | 2000  | 2001  | 2002  | 2003  | 2004  | 2005  | 2006  | 2007  | 2008  | 2009  | 2010  | 2011  | 2012  | 2013  | 2014  | 2015  | 2016  | 2022  |
| ---------- | ----- | ----- | ----- | ----- | ----- | ----- | ----- | ----- | ----- | ----- | ----- | ----- | ----- | ----- | ----- | ----- | ----- | ----- |
| Habitantes | 2 602 | 2 521 | 2 766 | 2 709 | 2 651 | 2 641 | 2 593 | 2 539 | 2 513 | 2 504 | 2 451 | 2 428 | 2 282 | 2 277 | 2 228 | 2 198 | 2 163 | 2 138 |

## Historia

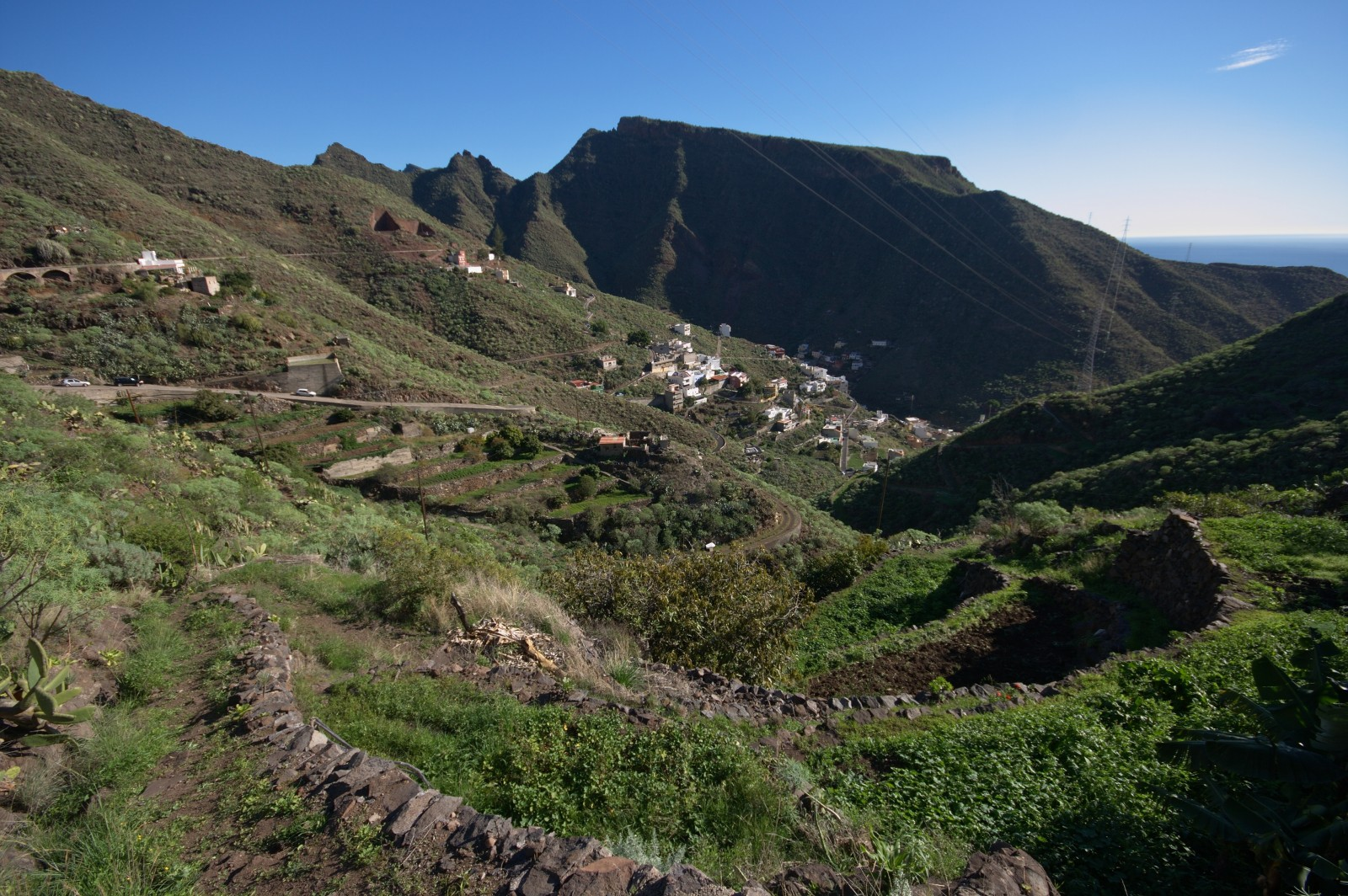
Vista del núcleo de La Cardonera

Su origen se remonta a finales del siglo xix, en que comienzan a aparecer los primeros habitantes relacionados con las funciones del puerto santacrucero. Su población inicial fue un conjunto de jornaleros que trabajaban en la cantera de La Jurada situada junto al barranco de Valleseco, extrayendo la piedra necesaria para la construcción del muelle sur del puerto. 
Ya en la década de 1960 la emigración del campo a la ciudad que se produce en Tenerife atrae a más habitantes tanto del interior de Anaga como del resto de la isla.
En 1994 gran parte de su superficie pasa a estar incluida en el espacio protegido del parque rural de Anaga.  Además al igual que los otros pueblos y caseríos de Anaga, Valleseco está también incluido en la Reserva de la Biosfera del Macizo de Anaga declarada como tal por la UNESCO en 2015.

### Hermanamiento
En 2011 se llevó a cabo el primer hermanamiento anual entre el barrio de Valleseco y el municipio homónimo de la isla de Gran Canaria, acto durante el cual vecinos de ambos lugares comparten una jornada festiva.
- Valleseco, Gran Canaria, España.

## Monumentos

### Parroquia de Nuestra Señora del Carmen

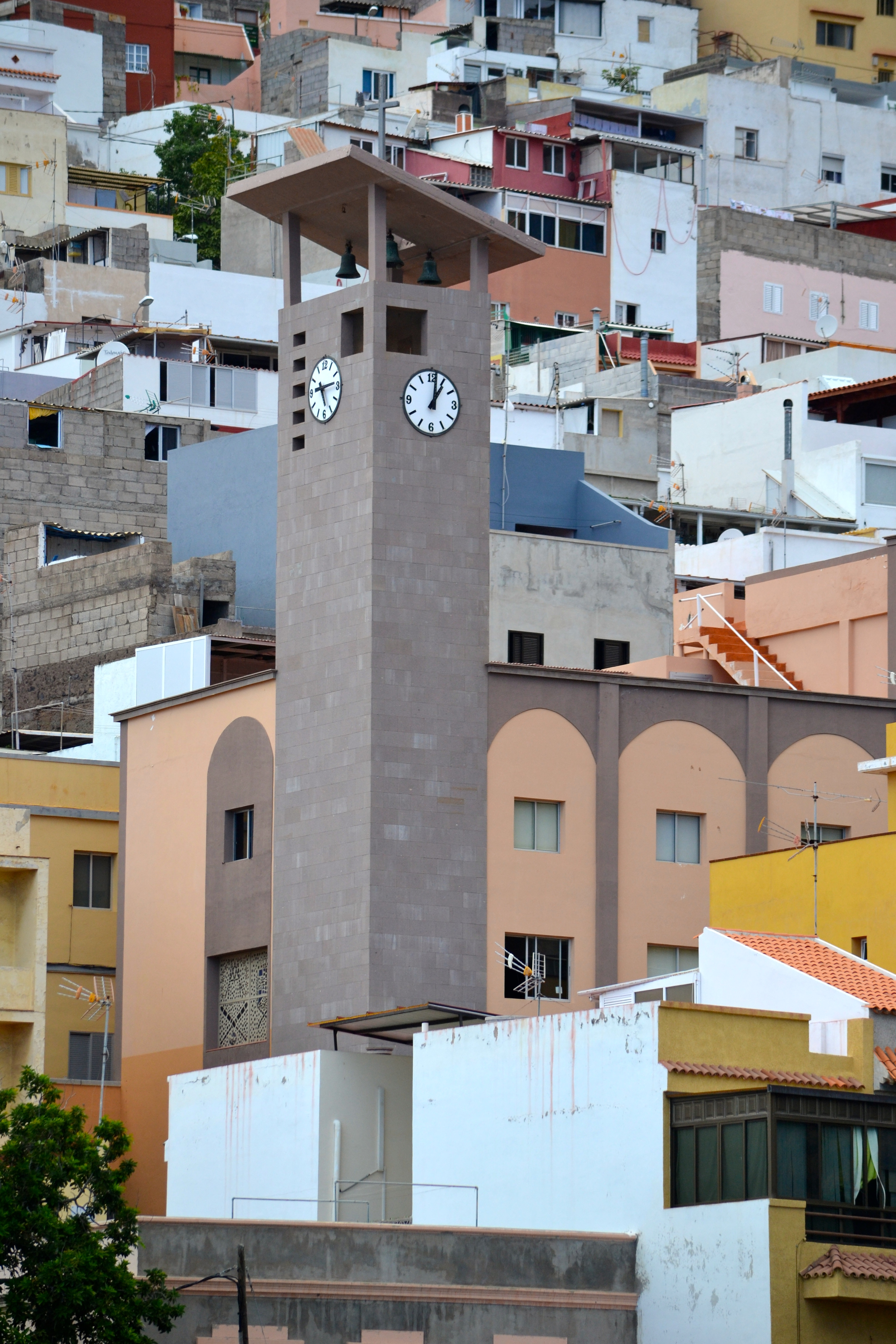
Parroquia de Nuestra Señora del Carmen

Arquitectónicamente destaca la Parroquia de Nuestra Señora del Carmen, patrona de Valleseco. Se trata de un templo que recibió el rango parroquial en 1964 y es de estilo contemporáneo en el que destaca su campanario que domina el casco de la localidad. La imagen de la Virgen preside el altar mayor. Una de las particularidades que tiene esta talla es que no es una talla de candelero para vestir, como suelen serlo la mayoría de las imágenes del Carmen que son embarcadas en Canarias.
El templo pertenece a la parroquia de San Andrés (es decir, a esta zona parroquial), que comprende las localidades de San Andrés, Valleseco, San José de El Suculum e Igueste de San Andrés.

### Puente de Valleseco
Se encuentra integrado en el Sitio Histórico Conjunto de Muelles, Almacenes, Varaderos y Puente del Barranco y Playa de Valleseco (BIC). Se trata de un puente construido en cantería y con tres amplios ojos apeados sobre gruesos pilares enclavados en el cauce. Data de la primera década del siglo XX y surgió ante la apertura de la cantera La Jurada y la necesidad de transportar la piedra para la construcción del dique exterior del muelle. El puente forma parte del antiguo camino a San Andrés y Taganana. Este puente es el símbolo de la localidad de Valleseco.

## Fiestas
Valleseco celebra sus fiestas patronales en honor a la Virgen del Carmen el domingo siguiente al 16 de julio, con procesión hasta el embarcadero del barrio y posterior procesión marítima por el interior del Puerto de Santa Cruz. 
Se celebra el domingo siguiente al 16 de julio y no ese mismo día que es la onomástica de la Virgen, debido a que el 16 se embarca la imagen de la Virgen del Carmen de la Iglesia Matriz de la Concepción de Santa Cruz.

## Comunicaciones
Se llega al barrio a través de la avenida de Anaga y la autovía de San Andrés TF-11.

### Transporte público
En autobús —guagua— queda conectado mediante las siguientes líneas de TITSA: 
| Línea | Trayecto                                                          | Recorrido     |
| ----- | ----------------------------------------------------------------- | ------------- |
| 910   | Santa Cruz (Intercambiador) - San Andrés - Playa de Las Teresitas | Horario/Línea |
| 916   | Santa Cruz - María Jiménez - Los Valles                           | Horario/Línea |
| 917   | Intercambiador - Valleseco (La Quebrada)                          | Horario/Línea |
| 945   | Santa Cruz - San Andrés - Igueste de San Andrés                   | Horario/Línea |
| 946   | Santa Cruz - San Andrés - Taganana - Almáciga                     | Horario/Línea |
| 947   | Santa Cruz - San Andrés - El Bailadero - Chamorga                 | Horario/Línea |

### Caminos
Hasta Valleseco llega uno de los caminos homologados de la Red de Senderos de Tenerife:
- Sendero PR-TF 2 Taborno - Valleseco.[15]

## Lugares de interés
- Playa de Valleseco
- Centro Insular de Deportes Marinos CIDEMAT
- Sitio Histórico Conjunto de Muelles, Almacenes, Varaderos y Puente del Barranco y Playa de Valleseco (BIC).
- Parroquia de Nuestra Señora del Carmen